# Fix-Saint-Geneys
Fix-Saint-Geneys is een gemeente in het Franse departement Haute-Loire (regio Auvergne-Rhône-Alpes) en telt 150 inwoners (2005). De plaats maakt deel uit van het arrondissement Le Puy-en-Velay.

## Geografie
De oppervlakte van Fix-Saint-Geneys bedraagt 7,9 km², de bevolkingsdichtheid is 19,0 inwoners per km².
De onderstaande kaart toont de ligging van Fix-Saint-Geneys met de belangrijkste infrastructuur en aangrenzende gemeenten.

## Demografie
Onderstaande figuur toont het verloop van het inwonertal (bron: INSEE-tellingen).